# Ipsach
Ipsach (toponimo tedesco) è un comune svizzero di 3 996 abitanti del Canton Berna, nella regione del Seeland (circondario di Bienne).

## Geografia fisica
Ipsach è affacciato sul Lago di Bienne.

## Monumenti e luoghi d'interesse
- Chiesa riformata, eretta nel 1989[1].

## Società

### Evoluzione demografica
L'evoluzione demografica è riportata nella seguente tabella:
Abitanti censiti

## Infrastrutture e trasporti
Ipsach è servito dalle stazioni di Ipsach-Dorf e di Herdi sulla ferrovia Bienne-Ins.

## Amministrazione
Ogni famiglia originaria del luogo fa parte del cosiddetto comune patriziale e ha la responsabilità della manutenzione di ogni bene comune.